# Luis M. Mansilla

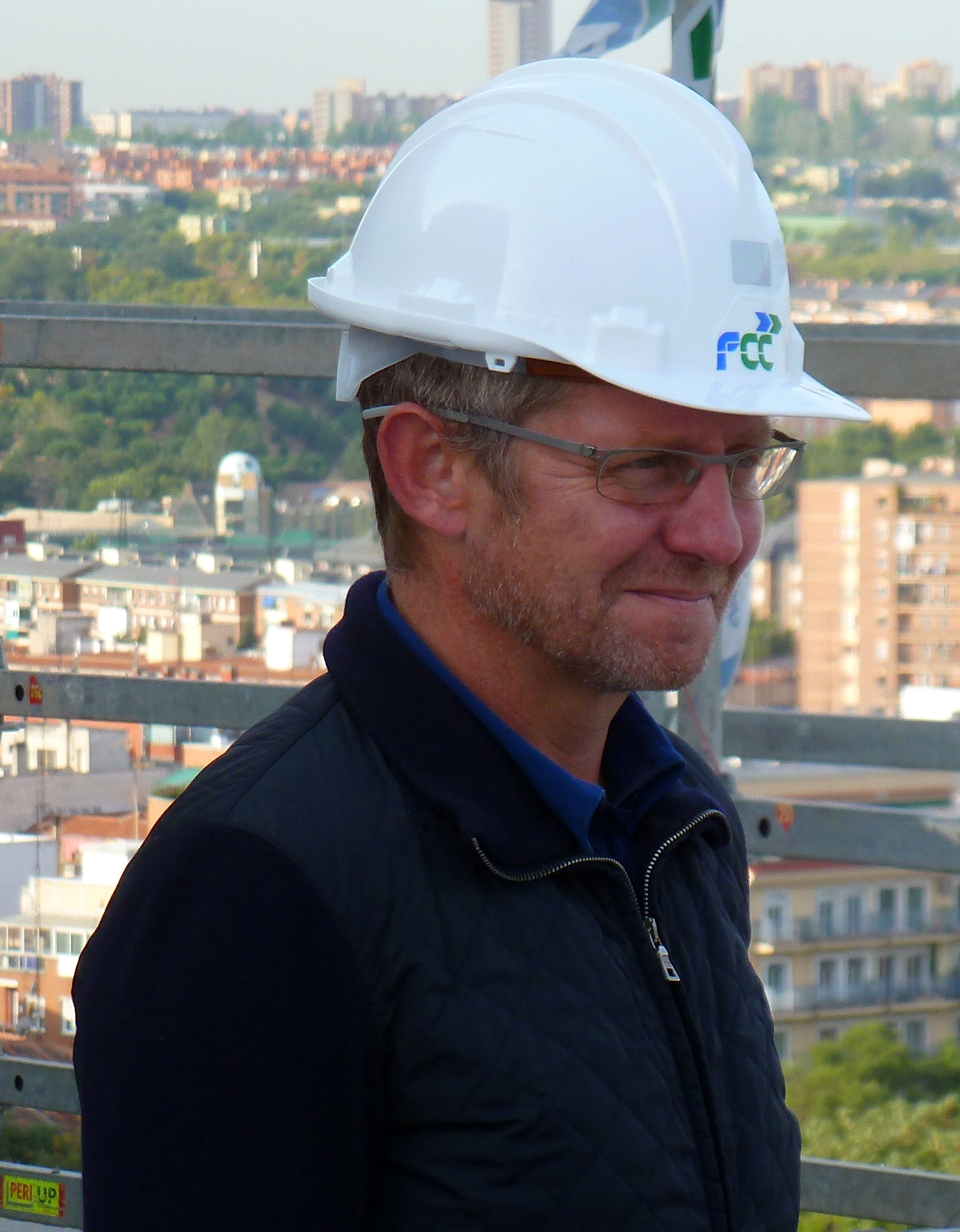
Luis M.Mansilla

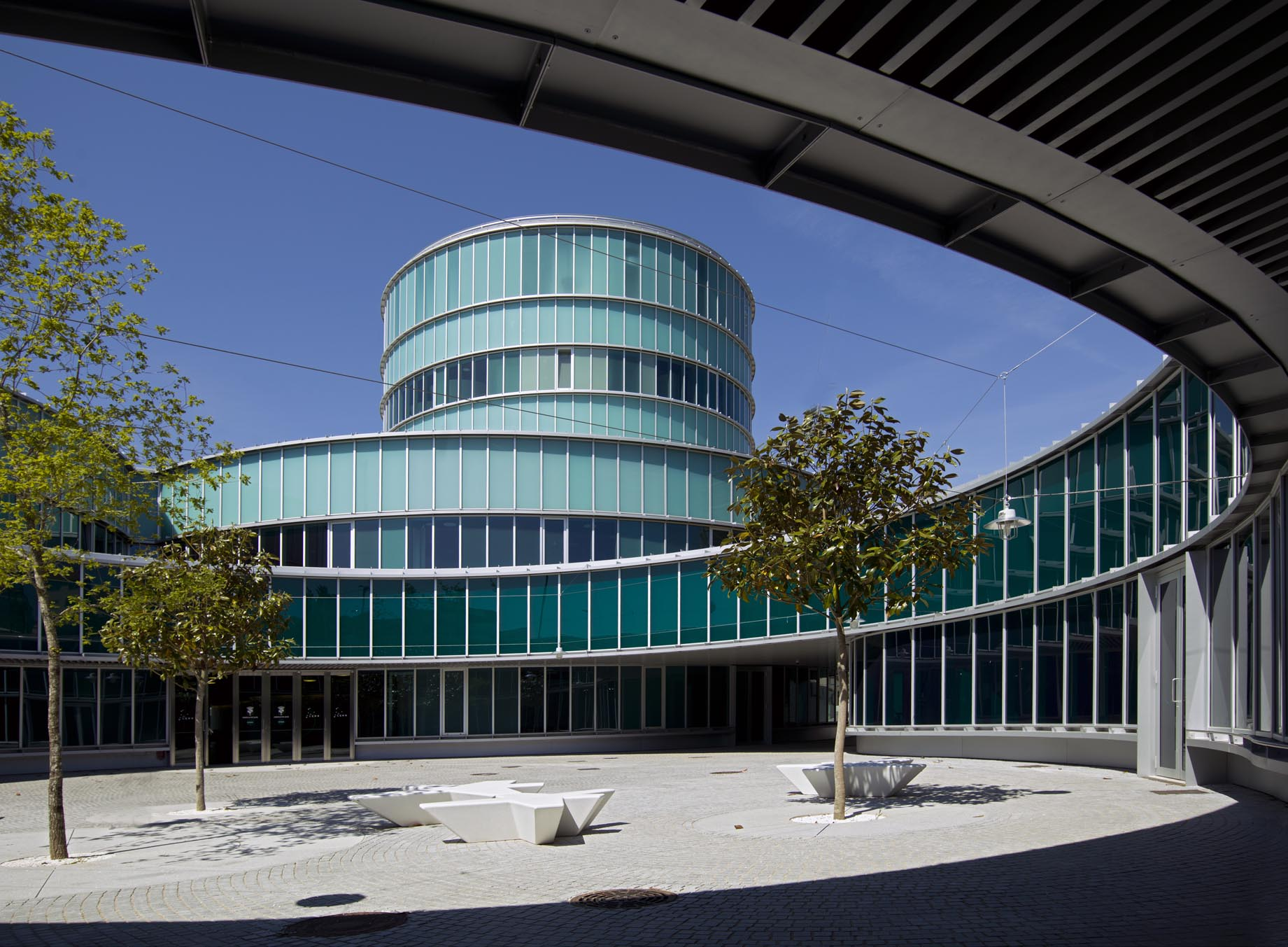
Stadshuset i Lalín.

Luis Moreno Mansilla, född 1959 i Madrid, död 22 februari 2012 i Barcelona, var en spansk arkitekt.

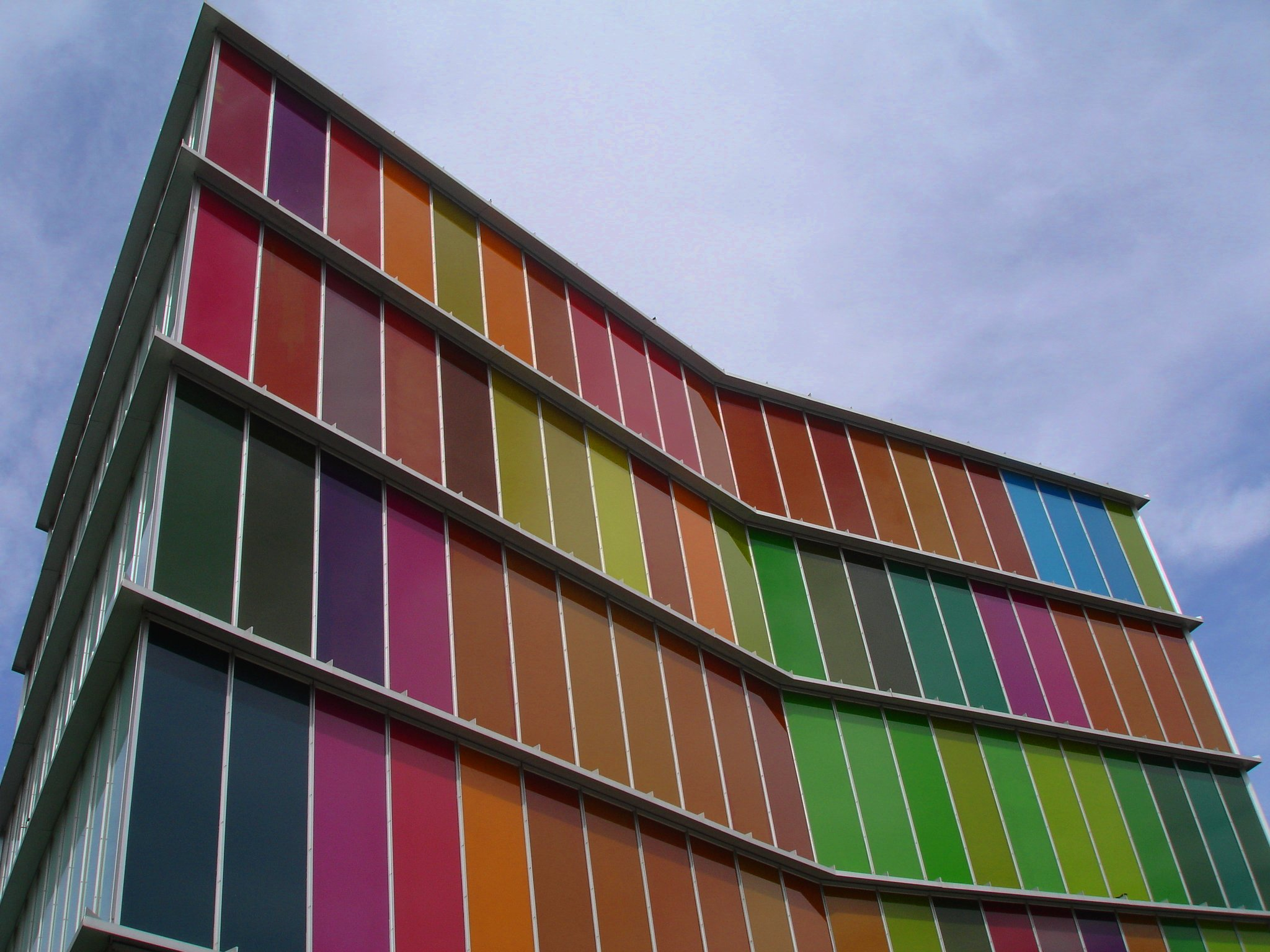
Fachada del MUSAC en León, obra de Mansilla y Tuñón.

Luis M. Mansilla utbildade sig på Escuela Técnica Superior de Arquitectura på Universidad Politécnica de Madrid, där han tog examen 1982 och där han senare var professor från 1989.
Han arbetade 1984-1992 på Rafael Moneos arkitektkontor och grundade 1990 tillsammans med  Emilio Tuñón firman Mansilla+Tuñón Arquitectos i Madrid. De mottog 2007 Europeiska unionens pris för samtidsarkitektur för en museibyggnad i León.